# X-operationen
X-operationen var en planerad men aldrig utförd svensk militäroperation under andra världskriget med syfte att besätta Åland.
Under år 1941 befarade man från svensk och finsk sida ett krig  mellan Nazityskland och Sovjetunionen, och att detta skulle inledas med en kapplöpning om att ockupera de obefästa Ålandsöarna. För det fall att detta skulle inträffa planerades och övades en svensk insats för att förhindra detta.
Operationen skulle inledningsvis omfatta 8400 man infanteri- kavalleri- och artilleriförband. Den skulle inledas genom att man sjövägen besatte Mariehamn med flygplats, varefter förstärkningar kunde föras in med hjälp av AB Aerotransport. Därefter skulle återstående styrkor sjötransporteras.
Den 30 maj genomfördes övningar med två skyttebataljoner som in- och utskeppades utanför Nynäshamn. Därvid deltog från flottan jagarna Norrköping och Romulus.